# Howie Weinberg
Pour les articles homonymes, voir Weinberg.
Howie Weinberg est un ingénieur du son américain.

## Biographie
Howie Weinberg a travaillé de 1977 à 2011 pour la compagnie Masterdisk (en) de New York en tant qu'ingénieur du mastering. En 2011, il a quitté Masterdisk pour créer sa propre compagnie de mastering à Los Angeles.
Tout au long de sa prolifique carrière, il a notamment réalisé le mastering des albums Done with Mirrors d'Aerosmith (1985), Licensed to Ill des Beastie Boys (1986), South of Heaven de Slayer (1988), Fear of a Black Planet de Public Enemy (1990), Nevermind de Nirvana (1991), Blood Sugar Sex Magik des Red Hot Chili Peppers (1991), Badmotorfinger de Soundgarden (1991), Vulgar Display of Power de Pantera (1992), Grace de Jeff Buckley (1994), Mellon Collie and the Infinite Sadness de The Smashing Pumpkins (1995), Garbage de Garbage (1995), Stoosh de Skunk Anansie (1996), Pop de U2 (1997), 13 de Blur (1999), Standing on the Shoulder of Giants d'Oasis (2000), White Pony de Deftones (2000), Stories from the City, Stories from the Sea de PJ Harvey (2000), Mutter de Rammstein (2001), C'mon C'mon de Sheryl Crow (2002), Absolution de Muse (2003), Demon Days de Gorillaz (2005), You Could Have It So Much Better de Franz Ferdinand (2005), Get Behind Me Satan de The White Stripes (2005), First Impressions of Earth de The Strokes (2006) et West Ryder Pauper Lunatic Asylum de Kasabian (2009).